# Непесов, Курбанмурад Базарбаевич
Курбанмура́д Базарба́евич Непе́сов, также известен под прозвищами «Басмач», «Туркмен», туркм. Gurbanmurad Nepesov, арм. Կուրբանմուրադ Բազարբայի Նեֆեսով, 1969-1992) — армянский фидаи туркменского происхождения, участник Первой карабахской войны, воевавший в составе джоката «Айр Ваан». Посмертно награждён медалью Республики Армения «За отвагу» (2009). Единственный мусульманин, похороненный на воинском кладбище Ераблур.

## Биография
Родился в 1969 году в Калининском районе Туркменской ССР (ныне — Болдумсазский этрап). Служил в Афганистане, где получил ранение.

### Участие в Карабахской войне
После вывода советских войск из Афганистана Непесова переводят на службу в Армянскую ССР, позднее — в НКАО, где Непесов принял решение присоединиться к армянским отрядам. Со дня основания в 1991 году Володей Аветисяном добровольческого отряда «Айр Ваан» Курбанмурад Непесов вступил в его ряды, где также сражались множество езидов, русских, ассирийцев и греков. Во время войны стал известен как Басмач или Туркмен.
В 1992 году отряд «Айр Ваан» получил очередную военную задачу — занять  село Агдабан Кельбаджарского района, откуда азербайджанцы атакуют Мартакертский район. Непесов проник в тыл противника, собрал сведения, благодаря которым отряду под командованием будущего генерал-майора ВС НКР Жоры Гаспаряна удалось уничтожить 6 танков противника и занять село Агдабан в апреле.
Погиб 13 декабря 1992 года во время тяжёлого боя. После гибели было принято решение похоронить Непесова на воинском кладбище Ераблур в предместье Еревана, после того как тело не удалось переправить в Ашхабад, 4 месяца он пролежал в морге.

## Награды
- Медаль «За отвагу» (29 января 2009 года)[2].